# Energy Information Administration
U.S. Energy Information Administration (EIA) är en amerikansk federal myndighet som har ansvaret att ta in, analysera och sprida information som berör energifrågor för att främja en sund politisk beslutsfattande, effektiva marknader, och allmänhetens förståelse för energi och dess samspel med ekonomi och miljö.
Myndigheten bildades 1 oktober 1977 efter att lagen Department of Energy Organization Act of 1977 trädde i kraft, syftet med detta var att främja spridningen av information rörande energifrågor under 1970-talet, som var ett årtionde som bestod av flera energikriser i världen.